# Présentation par ordre des 1 200 députés au roi
La présentation par ordre des 1 200 députés au roi est un événement ayant lieu le 2 mai 1789 au château de Versailles, avant l'ouverture des États généraux, au cours duquel les députés sont présentés au roi de France, Louis XVI.
Tous les députés ne sont pas présents : ceux de Paris notamment, ne sont pas encore élus. Au total, il y aura 1 154 députés : 291 du clergé (dont 208 curés, 47 évêques et 36 abbés) ; 285 de la noblesse ; 578 du tiers état.
Les députés sont rassemblés, par ordre, successivement, dans le salon d'Hercule, avant d'être conduits au Cabinet du Conseil où se trouvent le roi, ses deux frères, les comtes de Provence et d'Artois, et ses deux neveux, les ducs d'Angoulême et de Berry. La cérémonie est conduite par Henri-Évrard de Dreux-Brézé.
Ils sont tenus de se vêtir d'habits de cérémonie, bien spécifiques selon les ordres :
- costume ecclésiastique d'apparat pour le clergé ;
- habit noir avec parements d'or, chapeau à plume pour la noblesse ;
- costume noir pour le Tiers état.

On peut analyser cette distinction vestimentaire par la volonté du gouvernement royal de maintenir la différenciation entre les trois ordres, et donc le vote par ordre.